# Rugby à XV à Taïwan
Le rugby à XV est un sport populaire pratiqué à Taïwan. Pour des raisons politiques, les équipes taïwanaises compètent sous la bannière du Taipei chinois. 18 clubs participent aux championnats nationaux, tandis que l'île enregistre plus de 5500 joueurs.
En raison d'une relation extrêmement complexe avec la république populaire de Chine sur le statut de Taïwan, l'équipe évolue sous le nom de Taipei chinois ou Chinese Taipei, plutôt que sous les noms de Taïwan ou république de Chine.

## Historique

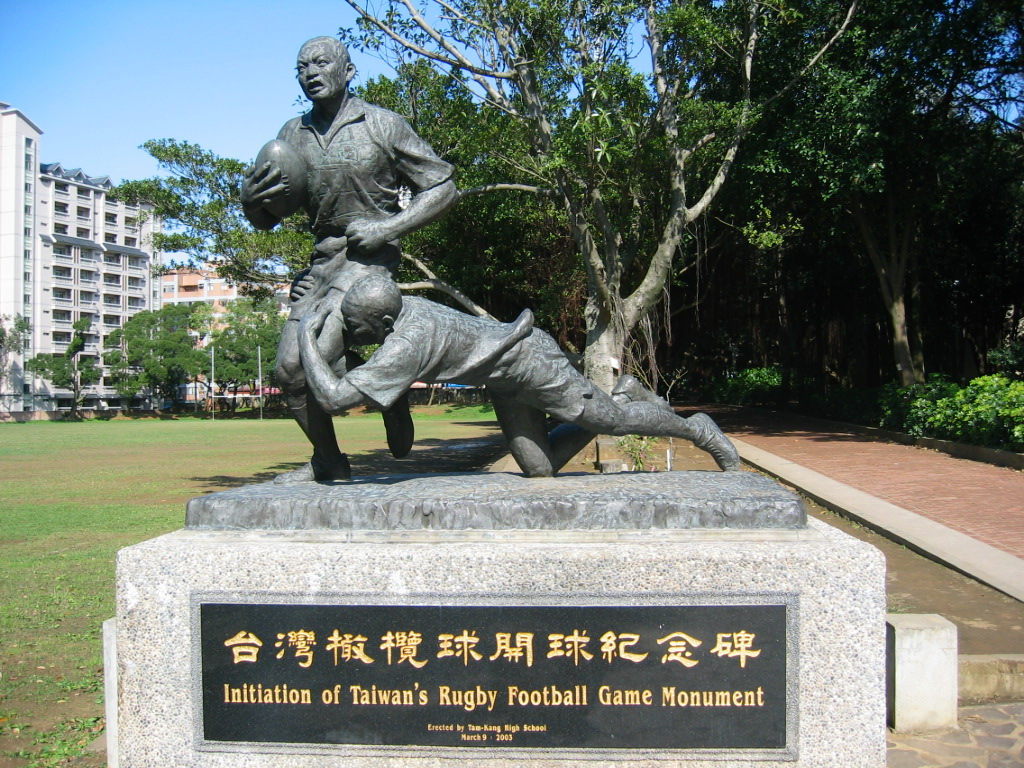
Monument en hommage aux débuts du rugby taïwanais.

Le rugby à Taïwan remonterait au XXe siècle, lorsque l'île portait encore le nom de Formose. Il est revendiqué que les premiers joueurs étaient des marins européens, comme c'était le cas en Chine continentale et au Japon à la même époque.
Il se développe particulièrement durant la période de domination japonaise, sous l'influence d'un professeur de la Tamshui Middle School (en). En 1923, le premier club de l'île est ainsi créé : la Tamsui Middle School Rugby Team, issu de ce dernier établissement scolaire ; ce club est encore surnommé en tant que « père du rugby taïwanais ».
Contrairement à la République populaire de Chine, l'histoire du rugby taïwanais ne présente ensuite pas de discontinuité, bien que la guerre civile chinoise ait ralenti sa progression.
Le sport a été introduit depuis longtemps dans l'Asie orientale, en particulier au Japon et à Hong Kong. Le rugby était également joué à Shanghai assez tôt, et à un haut niveau en Corée du Sud.
À l'instar du rugby sud-coréen, celui de Taïwan s'est développé avec l'économie locale et est très lié aux intérêts d'entreprise. Les relations économiques florissantes avec le Japon, une des nations majeures du rugby mondial, ont contribué au développement de ce sport à Taïwan depuis les années 60, jusqu'à aujourd'hui encore. Le rugby sud-coréen et taïwanais possèdent un autre point commun: en effet, le rugby à sept présente de meilleures performances que son homologue à XV.
Pendant les années 70 et 80, le rugby taïwanais subit un important programme de rénovation, en particulier pour résoudre le manque de terrains nécessaires pour la pratique. Toutefois, ce sport ne manque pas de ressources, et les administratifs comme Lin Chang Tang ont été d'un grand secours.
En 2002, le rugby taïwanais semble à son apogée. Aux Jeux asiatiques, le XV taïwanais remporte la médaille de bronze à deux reprises, en 1998 (en) puis réitèrent leur performance lors de l'édition suivante en 2002 (en) tandis que l'équipe à sept se hisse en finale et remporte la médaille d'argent. Rivalisant alors avec le Japon et la Corée du Sud, les performances de Taïwan s'amenuisent par la suite, entre autres étant donné le déficit démographique national. Le sport continue tout de même d'être promulgué au niveau scolaire et universitaire.
Le 18 juillet 2022, la Fédération annonce le lancement d'une ligue corporative au statut semi-professionnel à compter de l'automne, sous le nom de Taiwan Rugby League (en chinois traditionnel : 臺企橄聯 ; pinyin : Tái qǐ gǎn lián, la forme courte de 臺灣企業橄欖球聯賽),,. Jusqu'alors, les compétitions ne sont déclinées qu'en catégories scolaires, la pratique senior du rugby était quasi-inexistante et ne permettant pas à l'équipe nationale de performer. Le développement du rugby taïwanais est déjà financé depuis déjà plusieurs années par Du Yuan-kun (杜元坤), directeur de l'hôpital E-da (zh). La première édition oppose sept équipes,.

## Institutions dirigeantes
La Fédération nationale est fondée en novembre 1946, en tant que Fédération de république de Chine de rugby, sous l'impulsion de Ke Zhi-zhang, joueur international japonais originaire de l'île de Taïwan, avec l'aide de la collaboration de son employeur, l'Administration des chemins de fer de Taïwan (en).
En 1968, elle fonde aux côtés de sept autres nations l'Asian Rugby Football Union, l'association gérant le rugby asiatique sous la tutelle de l'IRB.

## Équipe nationale

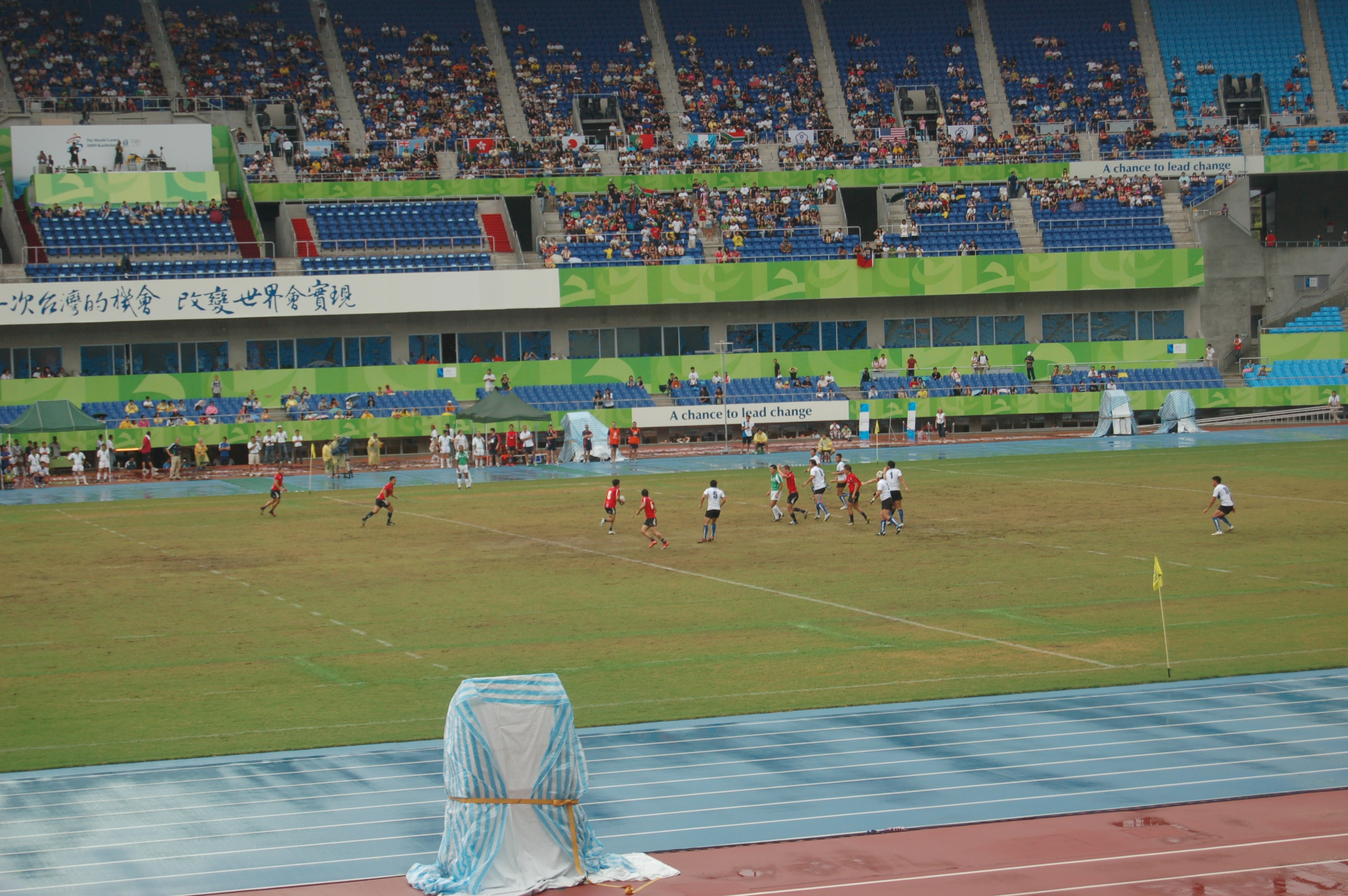
Confrontation entre Taipei chinois et Hong Kong au stade national de Kaohsiung lors des Jeux mondiaux de 2009.

L'équipe masculine de Taipei chinois participe chaque année au championnat d'Asie de rugby à XV.

## Compétitions
Parmi les compétitions nationales les plus notables, on distingue entre autres :
- la Taiwan Rugby League, en catégorie semi-professionnelle ;
- le championnat national de rugby à XV (chinois traditionnel : 全國橄欖球錦標賽, en anglais : National Rugby Championship), en catégorie scolaire[4],[16] ;
- la Coupe Chiang Kai-shek de rugby à XV (chinois traditionnel : 全國中正盃橄欖球錦標賽), en catégorie scolaire[4],[16] ;
- le championnat national de rugby à sept (chinois traditionnel : 全國七人制橄欖球錦標賽), en catégorie scolaire[4],[16] ;.